# Queen of Vancouver
Die Queen of Vancouver war ein 1962 in Dienst gestelltes Fährschiff der kanadischen Reederei BC Ferries. Sie stand bis 2009 auf der Strecke von Tsawwassen nach Swartz Bay im Einsatz und ging nach dreijähriger Liegezeit 2012 zum Abbruch nach Mexiko.

## Geschichte
Die City of Vancouver wurde am 23. Mai 1961 unter der Baunummer 311 in der Werft der Burrad Dry Dock Company in North Vancouver auf Kiel gelegt und lief am 16. Januar 1962 vom Stapel. Nach der Ablieferung an BC Ferries nahm sie am 18. April 1962 den Fährdienst von Tsawwassen nach Swartz Bay auf. 1963 wurde die Fähre in Queen of Vancouver umbenannt. Sie war die zweite fertiggestellte Einheit der Victoria-Klasse.
1972 wurde die Queen of Vancouver um fast 25 Meter verlängert, was ihre Fahrzeugkapazität von 152 auf 192 PKW erhöhte. Bei einem weiteren Umbau in Victoria erhielt das Schiff ein zusätzliches, drei Meter hohes Fahrzeugdeck, die Kapazität erhöhte sich hierdurch erheblich auf 400 PKW. Ab 1993/1994 ergänzte die Fähre die beiden Neubauten der Spirit-Klasse.
Nach einer Dienstzeit von knapp 47 Jahren wurde die Queen of Vancouver am 22. März 2009 ausgemustert und am Tag darauf bei Deas Island aufgelegt. Seit Januar 2010 lag das Schiff in Nanaimo auf, ehe es im März 2010 in den Besitz von Coastal Marine ging. Der neue Eigentümer plante einen Umbau der Fähre zu einem Lastkahn, dies blieb jedoch unverwirklicht. Stattdessen traf die mittlerweile fünfzig Jahre alte Queen of Vancouver am 20. August 2012 zum Abbruch im mexikanischen Ensenada ein.